# Gorgythion
Gorgythion (altgriechisch Γοργυθίων Gorgythíōn) ist in der griechischen Mythologie ein Sohn des trojanischen Königs Priamos.
Laut Homer war die aus der thrakischen Stadt Aisyme stammende Kastianeira seine Mutter. Gorgythion wurde im Trojanischen Krieg von Teukros mit einem Pfeil, der eigentlich Hektor treffen sollte, getötet.